# Peter Kamas
Peter Kamas (* 13. dubna 1969 Považská Bystrica) je bývalý slovenský fotbalový brankář.

## Fotbalová kariéra
Je odchovancem Maršové-Rašova. V československé lize hrál za ZVL Považská Bystrica. Nastoupil v 1 ligovém utkání ročníku 1989/90.

## Ligová bilance
| Ročník                                   | Zápasy | Góly | Minuty | Nuly | Klub                  |
| ---------------------------------------- | ------ | ---- | ------ | ---- | --------------------- |
| 1. československá fotbalová liga 1989/90 | 1      | 0    | 79     | 0    | ZVL Považská Bystrica |
| CELKEM                                   | 1      | 0    | 79     | 0    |                       |